# 青年水库 (青岛市)
青年水库，位于中华人民共和国山东省青岛市胶州市三里河街道东部，店子河支流车家河中下游。水库控制流域面积25平方千米，总库容1040万立方米，兴利库容492万立方米，大坝为碾压均质土坝，坝长1130米，坝顶高程20.5米，最大坝高12.1米，坝顶宽7米。